# Mario Livio
Mario Livio (Bucarest, 19 giugno 1945) è un astrofisico e divulgatore scientifico israeliano e autore di opere di divulgazione scientifica e matematica. Per 24 anni (1991–2015) è stato astrofisico presso lo Space Telescope Science Institute, che gestisce il telescopio spaziale Hubble. Ha pubblicato più di 400 articoli scientifici su argomenti tra cui la cosmologia, le esplosioni di supernova, i buchi neri, i pianeti extrasolari e l'emergere della vita nell'universo.  Il suo libro sul numero irrazionale phi, The Golden Ratio: The Story of Phi, the World's Most Astonishing Number (2002), ha vinto il Premio Peano e il Premio Internazionale Pitagora per i libri popolari di matematica..

## Biografia
È nato a Bucarest, in Romania, e si è trasferito in Israele quando aveva 5 anni. Livio ha conseguito una laurea in fisica e matematica presso l'Università Ebraica di Gerusalemme, un master in fisica teorica delle particelle presso l'Istituto Weizmann e un dottorato di ricerca in astrofisica teorica presso l'Università di Tel Aviv. È stato professore di fisica al Technion – Israel Institute of Technology dal 1981 al 1991, prima di trasferirsi allo Space Telescope Science Institute .

## Carriera scientifica
Livio ha concentrato gran parte della sua ricerca sulle esplosioni di supernova e sul loro utilizzo nel determinare la velocità di espansione dell'universo. Ha anche studiato la cosiddetta energia oscura, i buchi neri e la formazione di sistemi planetari attorno a giovani stelle. Ha contribuito a centinaia di articoli in riviste peer-reviewed di astrofisica. Tra i suoi contributi di spicco, è stato autore e coautore di importanti articoli su argomenti relativi all'accrescimento su oggetti compatti (nane bianche, stelle di neutroni e buchi neri). Nel 1980 pubblicò una delle primissime simulazioni numeriche multidimensionali del collasso di una stella massiccia e dell'esplosione di una supernova.  Fu uno dei pionieri nello studio dell'evoluzione dell'involucro comune delle stelle binarie, e applicò i risultati alla formazione delle nebulose planetarie e ai progenitori delle supernove di tipo Ia. Insieme a D. Eichler, T. Piran e D. Schramm pubblicò un articolo fondamentale in cui gli autori predissero che la fusione di stelle di neutroni produceva lampi di raggi gamma, onde gravitazionali e alcuni elementi pesanti. Tutte queste previsioni sono state successivamente confermate.
Nel 2009, il Consiglio dell'American Association for the Advancement of Science (AAAS) lo ha eletto Fellow dell'AAAS. Livio è stato citato per i suoi "illustri contributi all'astrofisica attraverso la ricerca su stelle e galassie e attraverso la comunicazione e l'interpretazione della scienza e della matematica al pubblico". È citato anche nell'American Men and Women of Science.
Dal 2010 Livio si è concentrato principalmente sul problema dell'emergere della vita nell'universo. In questo contesto, è coautore (principalmente con Rebecca G. Martin) di una serie di lavori relativi alla vita sulla Terra e alla potenziale comparsa della vita sui pianeti extrasolari.  Inoltre, nel 2015 ha esaminato i risultati scientifici del telescopio spaziale Hubble nei suoi primi 25 anni di funzionamento.

## Premi e riconoscimenti
Livio è stato nominato tre volte dall'USA Science and Engineering Festival come uno dei " Nifty Fifty Speakers " per parlare del suo lavoro e della sua carriera agli studenti delle scuole medie e superiori nel 2010, 2011 e 2013. Altri riconoscimenti includono: Carnegie Centenary Professor nel 2003,  il Premio Peano 2003 dell'Associazione Subalpina Mathesis di Torino per La sezione aurea, Danz Distinguished Lecturer nel 2006, Resnick Distinguished Lecturer nel 2006, Iben Distinguished Lecturer nel 2008 e Terzian Distinguished Lecturer nel 2011.

## Opere
- La bellezza imperfetta del cosmo (The Accelerating Universe: Infinite Expansion, the Cosmological Constant, and the Beauty of the Cosmos, 2000), traduzione di Isabella Blum, Introduzione di Allan Sandage, Torino, UTET Università, 2003, ISBN 978-88-775-0810-2.
- La sezione aurea. Storia di un numero e di un mistero che dura da tremila anni (The Golden Ratio: The Story of Phi, the World's Most Astonishing Number, 2002), traduzione di Stefano Galli, Collana Saggi stranieri, Milano, Rizzoli, 2003, ISBN 978-88-178-7201-0.
- L'equazione impossibile. Come un genio della matematica ha scoperto il linguaggio della simmetria (The Equation That Couldn't Be Solved: How Mathematical Genius Discovered the Language of Symmetry, 2006), traduzione di S. Beltrame, E. Cervini e A. Zucchetti, Collana Saggi italiani, Milano, Rizzoli, 2005, ISBN 978-88-170-0400-8.
- Dio è un matematico. La scoperta delle formule nascoste dell'universo (Is God a Mathematician?, 2009), Collana Saggi italiani, Milano, Rizzoli, 2009, ISBN 978-88-170-0999-7.
- Cantonate. Perché la scienza vive di errori (Brilliant Blunders, 2013), traduzione di L. Galli, Collana Saggi stranieri, Milano, Rizzoli, 2013, ISBN 978-88-170-6748-5.
- Curiosi. L'arte di fare le domande giuste nella scienza e nella vita (Why? What Makes Us Curious, 2017), traduzione di Daniele Didero, Collana Saggi stranieri, Milano, Rizzoli, 2017, ISBN 978-88-170-9600-3.
- Galileo. Contro i nemici del pensiero scientifico (Galileo and the Science Deniers, 2020), traduzione di Daniele Didero, Collana Saggi italiani, Milano, Rizzoli, 2021, ISBN 978-88-171-4740-8.